# Villa Rica Clud de Golf
Villa Rica Clud de Golf är en ort i Mexiko.   Den ligger i kommunen Alvarado och delstaten Veracruz, i den sydöstra delen av landet, 300 km öster om huvudstaden Mexico City. Villa Rica Clud de Golf ligger 18 meter över havet och antalet invånare är 151.
Terrängen runt Villa Rica Clud de Golf är mycket platt. Havet är nära Villa Rica Clud de Golf åt nordost. Runt Villa Rica Clud de Golf är det mycket tätbefolkat, med 2 614 invånare per kvadratkilometer. Närmaste större samhälle är Veracruz, 11,8 km norr om Villa Rica Clud de Golf. 